# Années 2060
Les années 2060 commenceront le jeudi 1er janvier 2060 et se termineront le 31 décembre 2069.